# Karst de Shilin
Shilin (en chinois: 石林; pinyin: Shílín; littéralement « La forêt de pierre ») est une formation karstique située dans le Xian autonome yi de Shilin de la province du Yunnan, à environ 85 km de la capitale provinciale Kunming, dans le sud-ouest de la Chine. 
Le parc s'étend sur une surface de 350 km2 couverte de grandes lames calcaires verticales jaillissant du sol comme des arbres de pierre, d'où le nom de la zone. On y trouve aussi des empreintes de coquillages fossilisés.

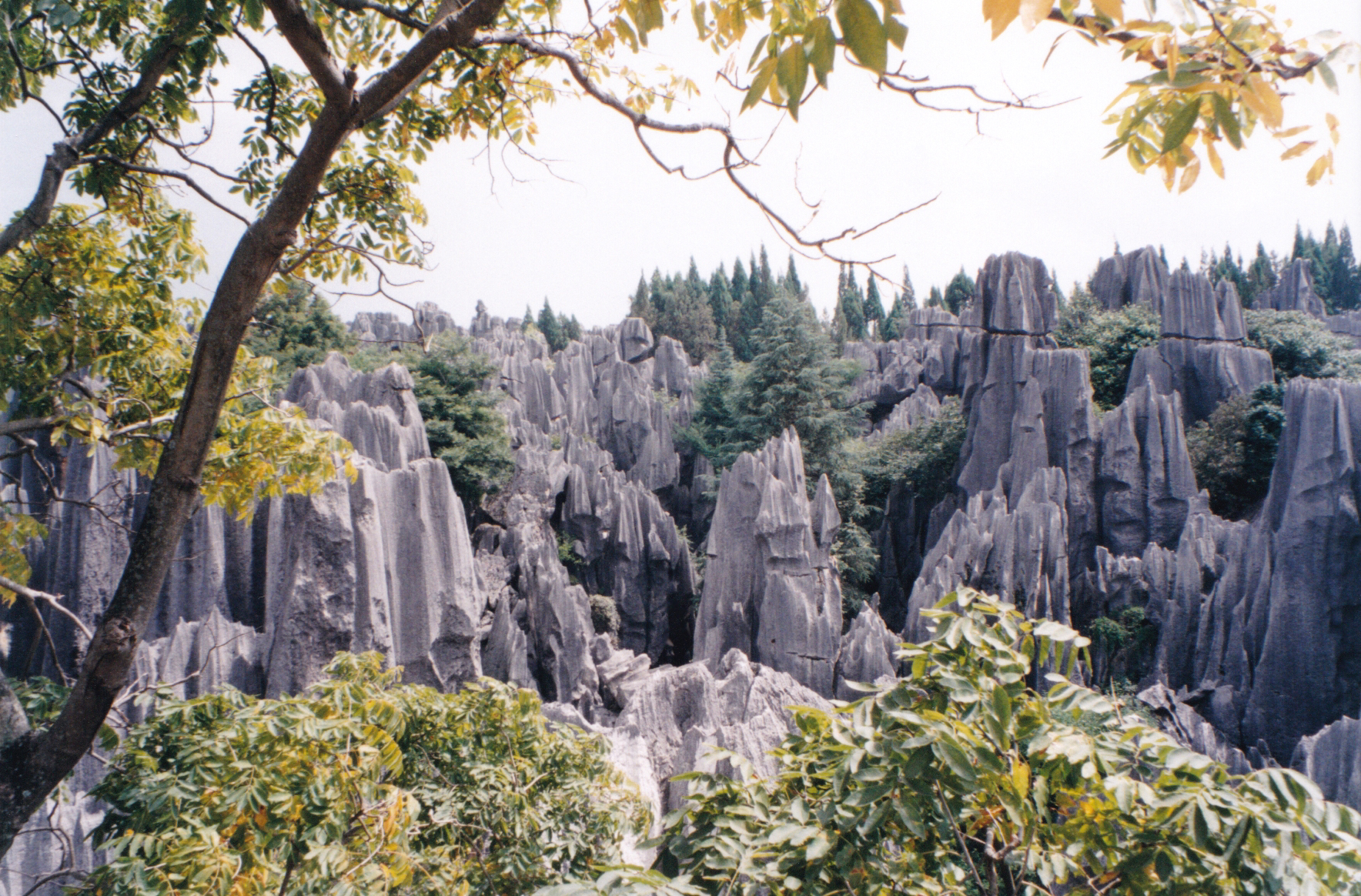
Vue de la cime des pierres.
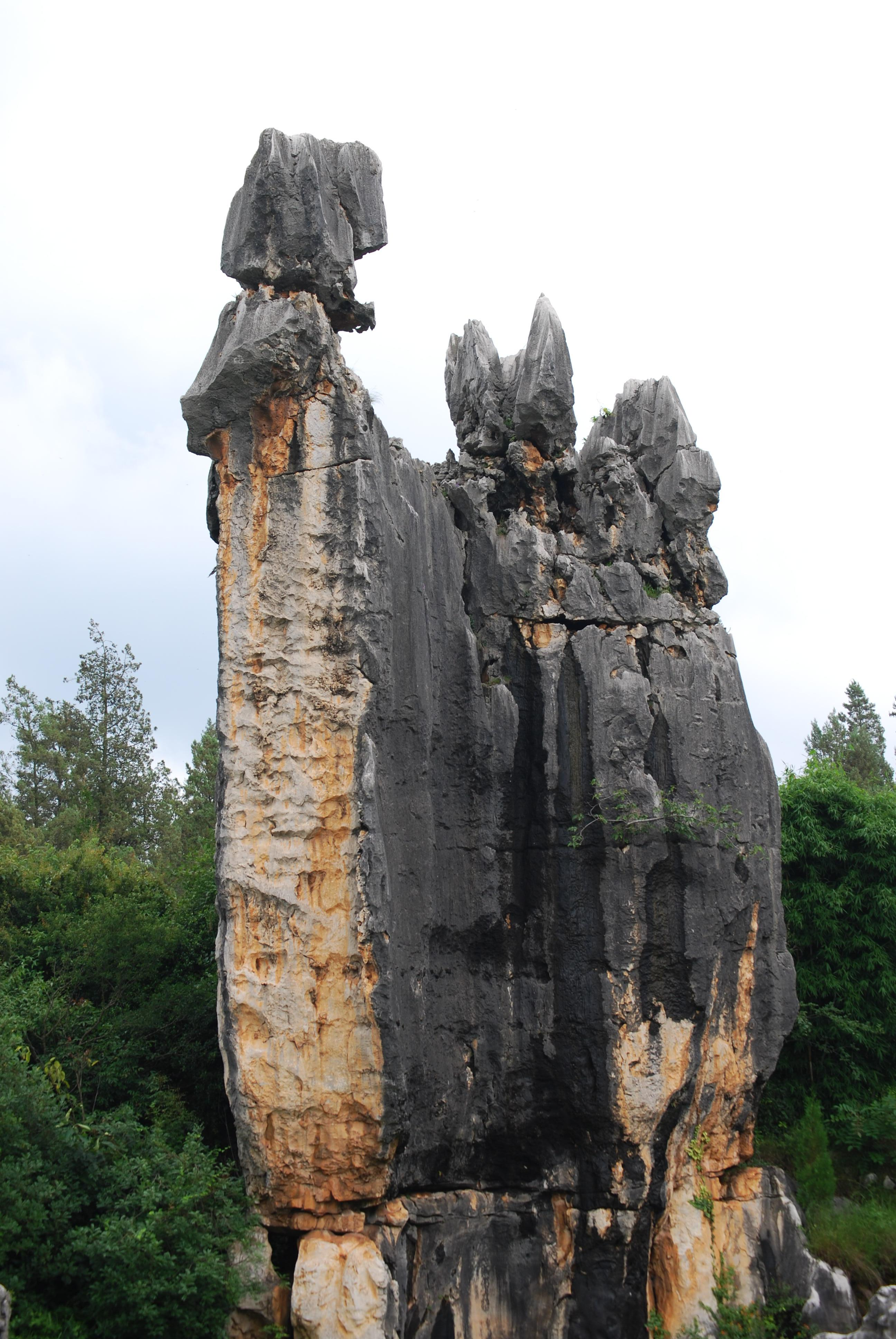
Forme dite Ashima.
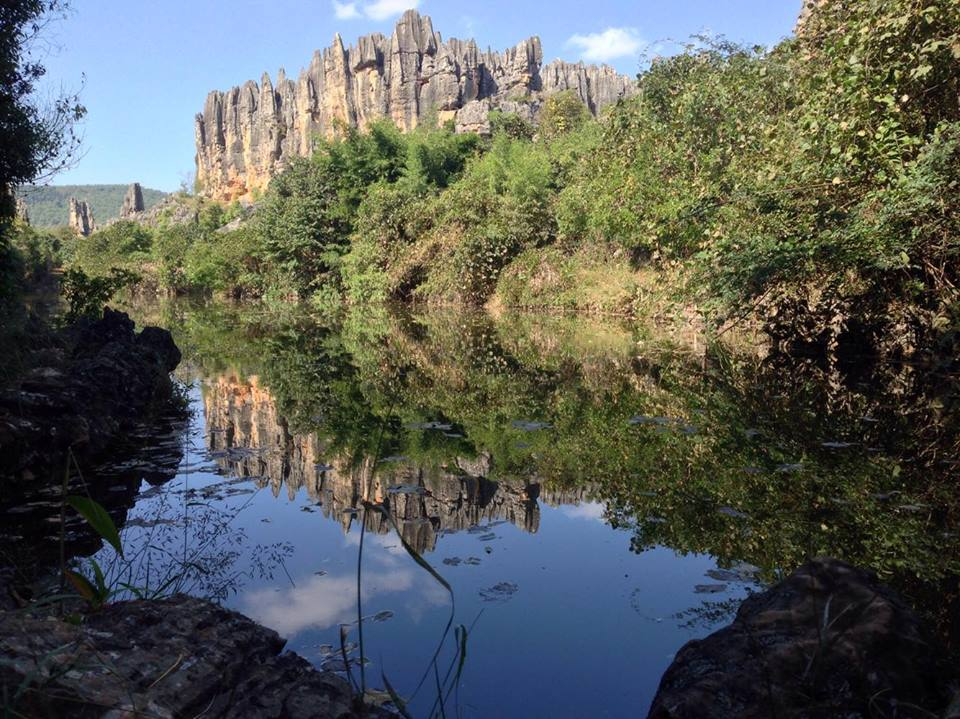
Formation depuis une mare.
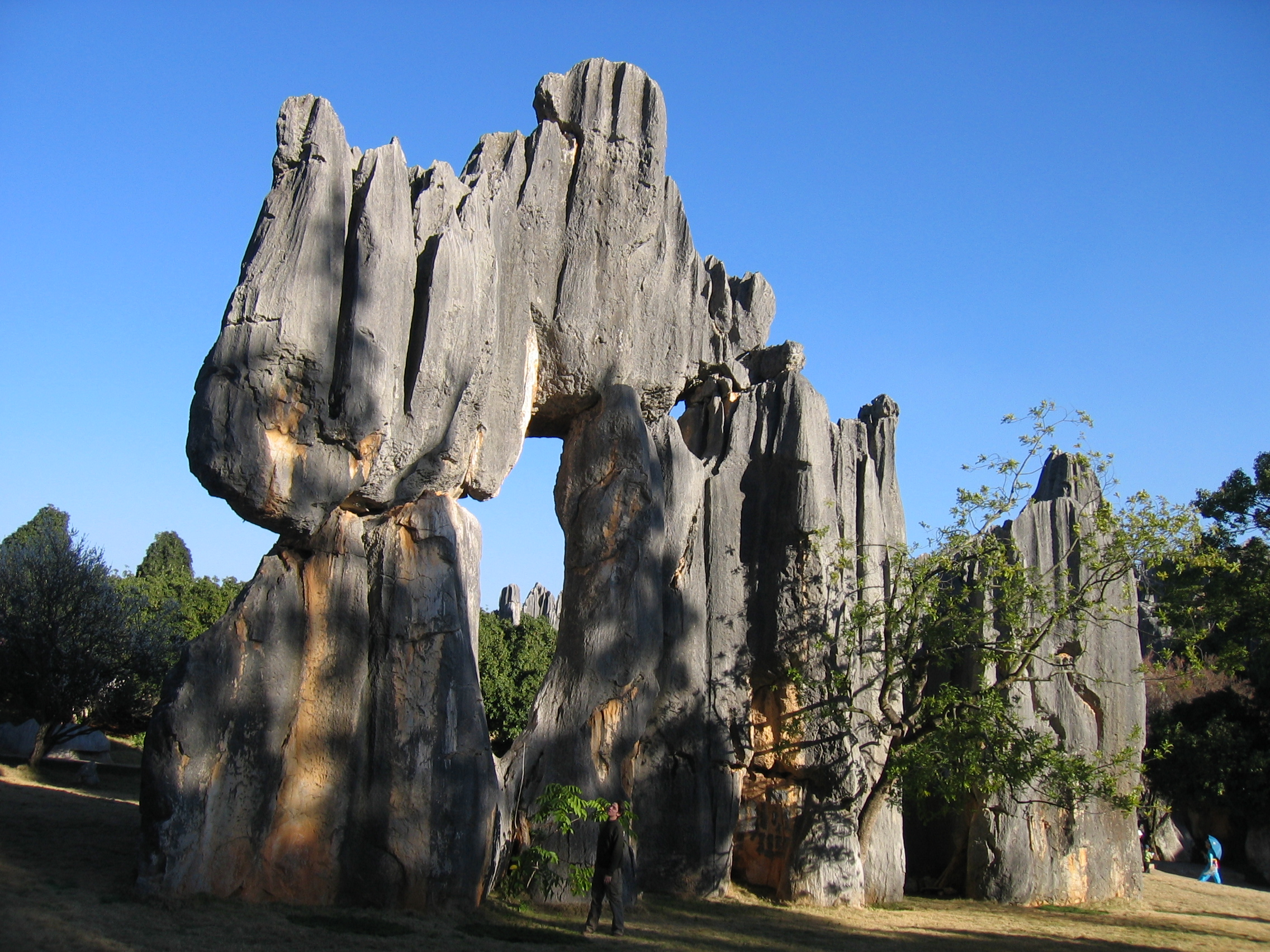
Portail formé par l'érosion.
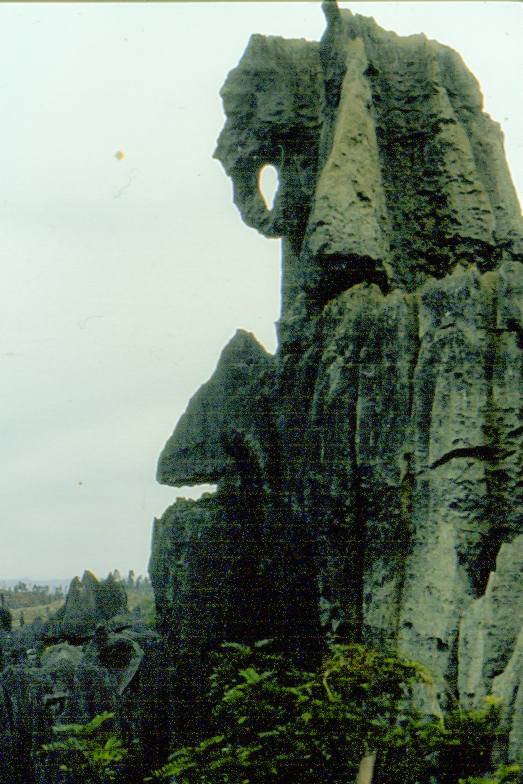
Rocher en forme de tête d'éléphant.
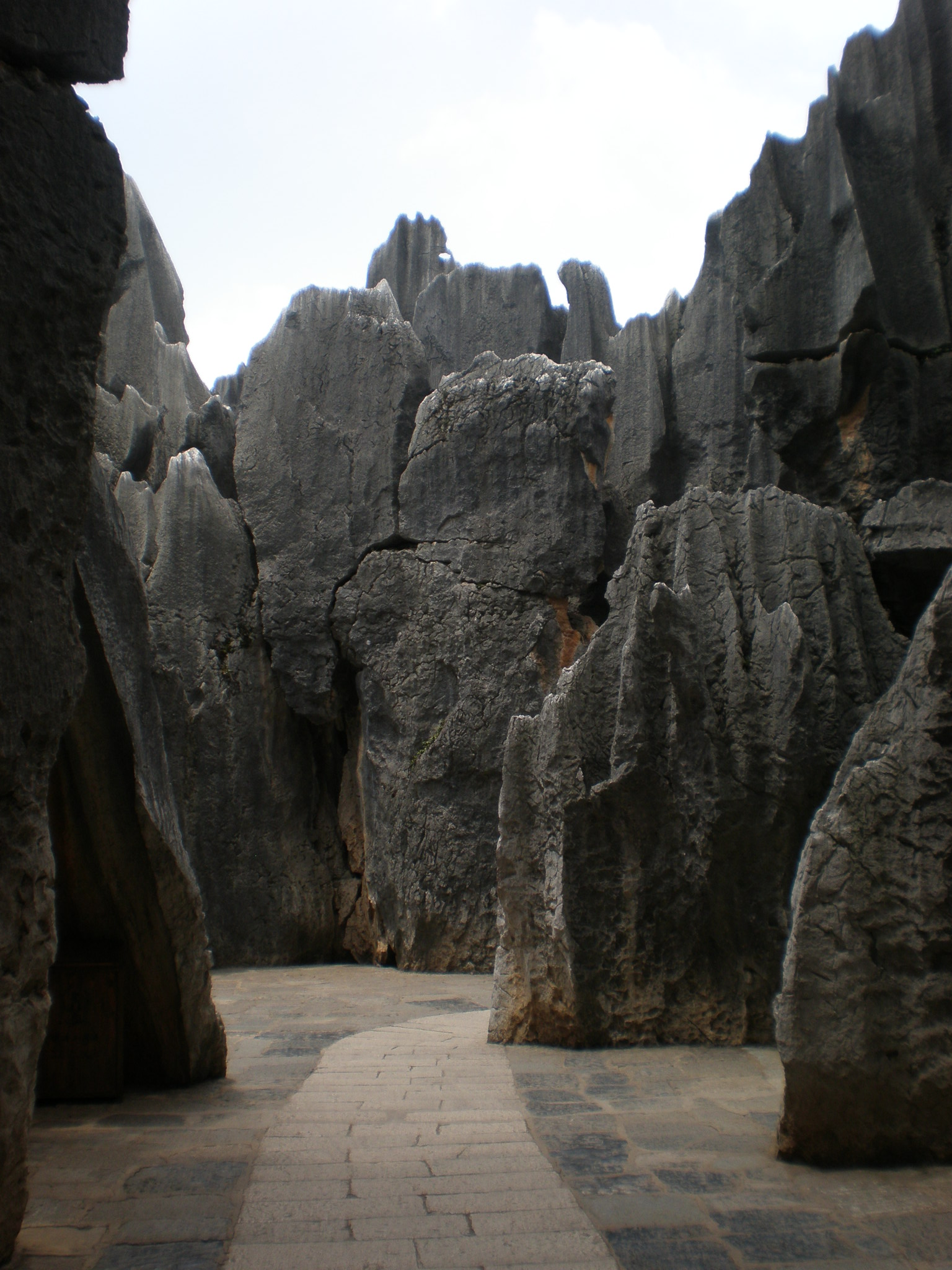
Chemin au milieu des rochers.